# Гоа (футбольный клуб)
«Футбольный Клуб Гоа» (англ. Football Club Goa) — индийский футбольный клуб из штата Гоа, выступающий в Indian Super League. Основан в 2014 году. Домашние матчи проводит на стадионе «Фаторда», вмещающем 19088 зрителей. «Гоа» — первый клуб Индийской суперлиги, получивший право на участие в Лиге чемпионов АФК

## История

### Основание
С момента создания Суперлиги Индии предполагалось, что в Гоа будет базироваться одна из команд чемпионата. В начале 2014 года было объявлено, что Всеиндийская футбольная федерация и компания IMG примут заявки на участие от восьми из девяти выбранных городов для участия в Индийской Суперлиге. Лига должна была создаваться на основе спортивных франшиз из восьми команд, по аналогии с индийской Премьер-лигой крикета и MLS в США. 13 апреля 2014 года было объявлено, что бизнесмен Венугопал Дут выиграл торги за франшизу Гоа вместе с Даттараджом Сальгаокаром и Шринивасом Демпо. Клуб был официально основан 26 августа 2014 года, торжественная церемония в прошла Goa Marriott Resort & Spa в Панаджи.
23 сентября 2014 года индийский крикетист Вират Коли был представлен как один из совладельцев. Послом клуба стал актёр Болливуда Варун Дхаван. «Гоа» стал первым индийским спортивным клубом, который запустил канал спутникового телевидения — FC Goa TV на Videocon D2H.

### Под руководством Зико
2 сентября 2014 года бывший бразильский футболист Зико подписал контракт главного тренера клуба. 20 сентября 2014 года «Гоа» официально представил бывшего футболиста «Арсенала» Робера Пиреса в качестве своего первого «звёздного» игрока. 26 сентября к «Гоа» присоединился капитан сборной Афганистана Зоиб Ислам Амири. 29 сентября к «Гоа» присоединился ещё один бывший игрок «Арсенала» Андре Сантос. Костяк команды составили 14 игроков из «Демпо». На первом драфте ISL 2014 года «Гоа» выбрал Мирослава Слепичку, Яна Шеду, Бруно Пиньейру, Юнесса Бенгеюна, Мигеля Эрлейна, Грегори Арнолена и Эдгара Марселино.
15 октября 2014 года «Гоа» сыграл свой первый матч в Суперлиге Индии против «Ченнайина» на стадионе «Фаторда», Гоа. «Гоа» проиграл четыре из первых шести матчей, но набрал во второй половине турнира, выиграв пять из последних восьми встреч, не пропустив в пяти из 14 матчей. В целом, результаты первого сезона были следующими: шесть побед, четыре поражения и четыре ничьи, команда заняла второе место в турнирной таблице с 22 очками. Таким образом клуб вышел в плей-офф, где в полуфинале после нулевой ничьи проиграл в серии пенальти «Атлетико Калькутта».
По итогам сезона Мирослав Слепичка стал лучшим бомбардиром команды (5 голов). У «Гоа» была самая длинная беспроигрышная серия в лиге (10 игр), наибольшее число побед подряд (4), наибольшее число ударов по воротам (134) и больше всех игр «на ноль» (7). Ян Шеда выиграл премию «Золотая перчатка».
По окончании сезона с командой остались главный тренер Зико, а также ключевые индийские игроки, такие как Ромео Фернандес, Мандар Рао Десаи, Нараян Дас и Лакшмикант Каттимани. «Гоа» хорошо начал сезон — с домашней победы со счётом 2:0 против «Дели Дайнамос». «Гоа» финишировал в регулярном сезоне на первом месте, выиграв семь из своих 14 матчей, проиграв только один раз во второй половине сезона. В полуфинале плей-офф «Гоа» встретился с «Дели Дайнамос». Проиграв первый матч с минимальным счётом, «Гоа» вышел в финал после победы в домашнем матче со счётом 3:0.
В финале на стадионе «Фаторда» «Гоа» сошёлся с «Ченнайином». В начале второго тайма команды обменялись голами, и за три минуты до конца Хофре вывел «Гоа» вперёд. Однако на 90-й минуте команда пропустила автогол, а затем Стивен Мендоса вывел вперёд «Ченнайин», который и выиграл со счётом 3:2.

## Стадион
Стадион открылся в 1989 году, а в 2014 году был отремонтирован и обновлён в соответствии с последними спецификациями ФИФА для проведения Лузофонских игр. Он рассчитан на 19000 мест.
Тренировочная база команды, «Тилак Майдан», находится в Васко-да-Гама, Гоа. На ней проводятся матчи I-Лиги, а также местные региональные турниры. Стадион вмещает 12000 зрителей. В 2014 году он был обновлён, чтобы обеспечить соблюдение большинства стандартов ФИФА. На базе есть комнаты для переодевания, зал отдыха, комнаты для допинг-контроля и медиацентр. Здесь проводятся товарищеские матчи «Гоа».

## Владельцы
Команда принадлежит трём людям: Яйдеву Моди (65 %) Венугопалу Дуту (23 %) и Вирату Коли (12 %).
Яйдев Моди является председателем Delta Corp Limited, компании, специализирующейся на азартных играх (казино) и отельном бизнесе в основном в Гоа. Он владеет крупнейшим в Азии роскошным оффшорным казино, расположенным в Гоа.
Венугопал Дут является председателем Videocon и управляющим директором с 2005 года. Он является одним из промоутеров группы и сыграл важную роль в росте и продвижении Videocon. Forbes оценивает его состояние в 1,7 миллиарда долларов.
Вират Коли, индийский крикетист, также является одним из совладельцев.

## Достижения
- Индийская суперлига

2-е место — 2015, 2018-19
- Индийская Суперкопа

Победитель - 2019